# Trimerotropis pallidipennis
Trimerotropis pallidipennis är en insektsart som först beskrevs av Hermann Burmeister 1838.  Trimerotropis pallidipennis ingår i släktet Trimerotropis och familjen gräshoppor. Inga underarter finns listade i Catalogue of Life.

## Bildgalleri

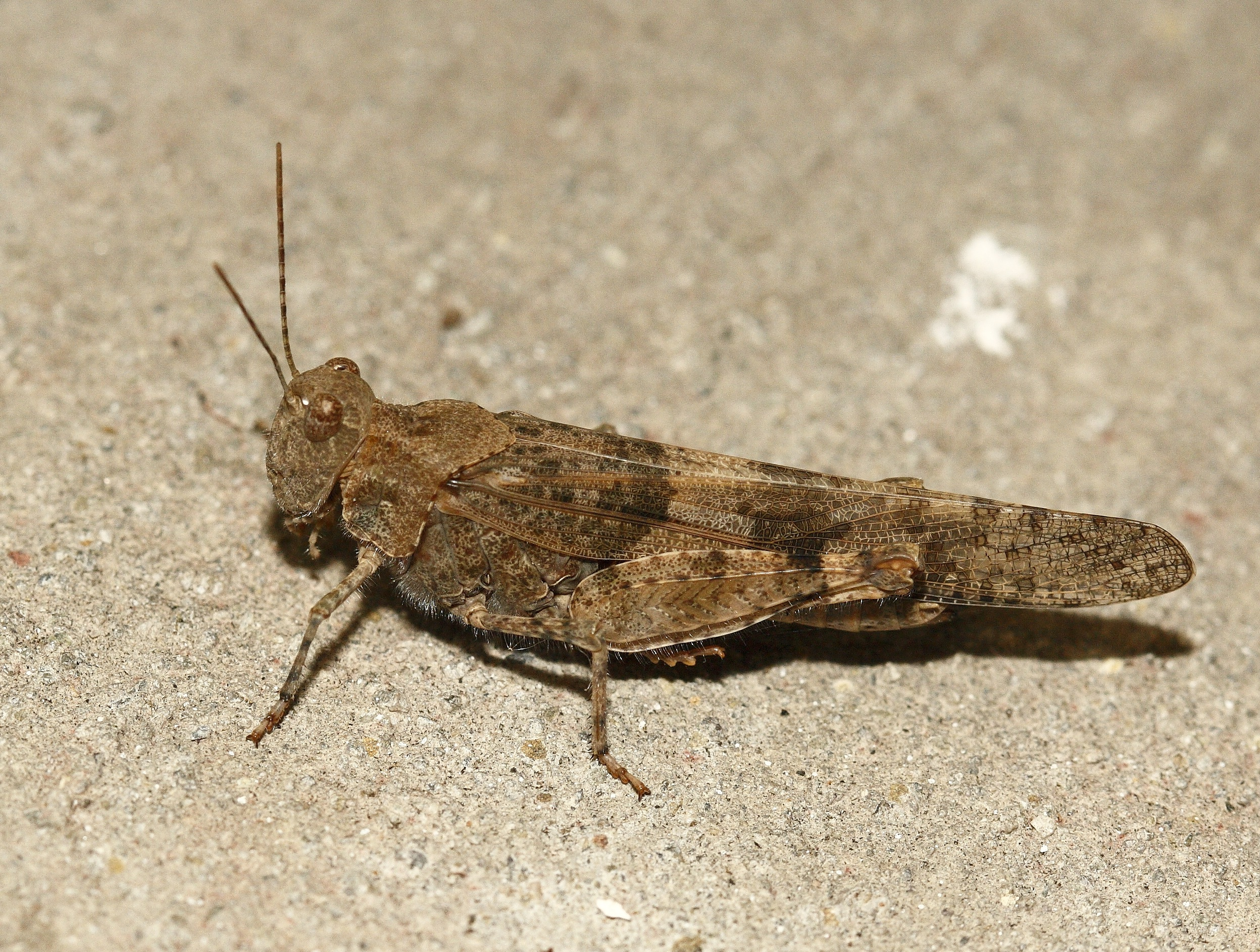
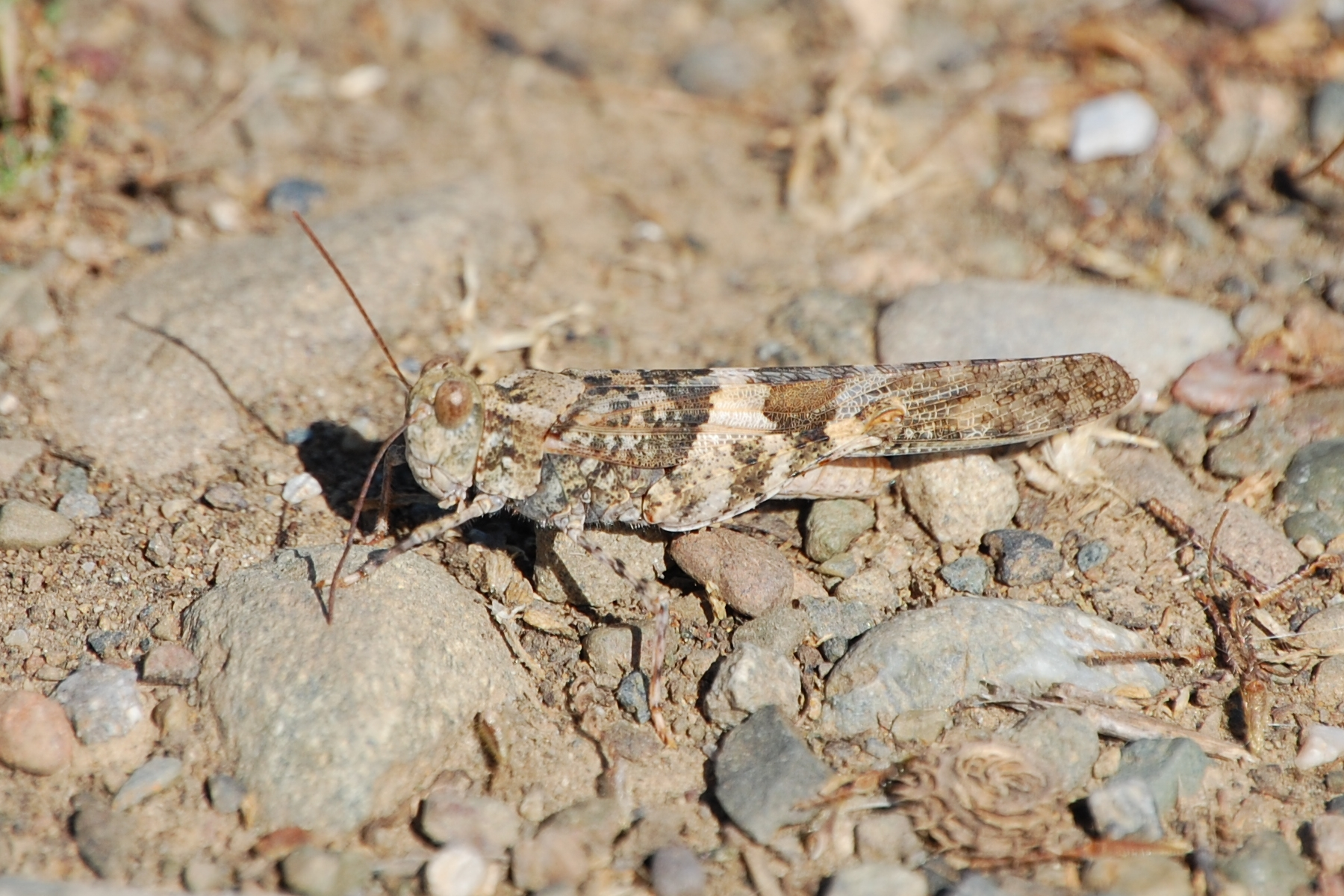